# Udo Bermbach
Udo Bermbach (* 28. März 1938 in Berlin; † 10. Juli 2024 in Hamburg) war ein Politikwissenschaftler an der Universität Hamburg. Sein besonderes Interesse galt den politischen und gesellschaftlichen Aspekten der Oper, insbesondere bei Richard Wagner.

## Leben
Udo Bermbach studierte Germanistik, Geschichte, Völkerrecht und Politikwissenschaft an den Universitäten Marburg und Heidelberg. 1966 wurde er mit seiner Dissertation zum Thema Vorformen parlamentarischer Kabinettsbildung, die sich mit dem Interfraktionellen Ausschuss befasst, zum Dr. phil. an der Universität Heidelberg promoviert. Von 1970 bis 1985 arbeitete er als Redakteur bei der Zeitschrift für Parlamentsfragen, deren Chefredakteur er von 1970 bis 1971 war.
Von 1971 bis 2002 war er Professor für Politikwissenschaft an der Universität Hamburg mit dem Schwerpunkt Politische Theorie und Politische Ideengeschichte, von 1999 bis 2000 Fellow am Wissenschaftskolleg zu Berlin und 2006 Professor et doctor jurisprudentiae an einer Universität in Budapest.
Im Jahr 2000 übernahm Udo Bermbach bei den Bayreuther Festspielen die Konzept-Dramaturgie für Wagners Der Ring des Nibelungen in der Inszenierung von Jürgen Flimm. Seit 2005 war Bermbach neben Dieter Borchmeyer Mitherausgeber der Zeitschrift wagnerspectrum, deren Gründer er war und die halbjährlich im Verlag Königshausen & Neumann erscheint.
Bermbach gehörte zu den drei „Weggefährten vieler Jahrzehnte“, denen Dieter Borchmeyer sein Buch Was ist Deutsch? Die Suche einer Nation nach sich selbst „in Dankbarkeit und Freundschaft“ widmete.

## Mitgliedschaften
- Seit 1968: Beiratsmitglied in der Deutschen Vereinigung für Politische Wissenschaft (DVPW)
- 1969: Gründungsmitglied der Deutschen Vereinigung für Parlamentsfragen
- Seit 1971: Stellvertretender Vorsitzender der DVPW
- Von 1975 bis 1977: Vorsitzender der DVPW
- Von 1975 bis 1979: Mitglied im Council der International Political Science Association (IPSA)
- 1984: Gründung der Sektion Politische Philosophie und Theoriengeschichte in der DVPW
- Von 1984 bis 1988: Fachgutachter in der Deutschen Forschungsgemeinschaft (DFG)
- 1991 bis 1994: Mitglied des internationalen wissenschaftlichen Beirats des Europäischen Zentrums für Aufklärungs- und Pietismusforschung der Martin-Luther-Universität Halle-Wittenberg.
- Mitglied im Netzwerk Wissenschaftsfreiheit.[2]

## Forschungsgebiete
Die Forschungsgebiete von Udo Bermbach lagen am Anfang im Bereich des Parlamentarismus, des Rätekommunismus, später dann der Geschichte der politischen Ideen seit dem 16. Jahrhundert (Hobbes, Schottische Moralphilosophie, Kant, Hegel, Marx, deutsche Staatsrechtslehre des 20. Jahrhunderts). Beginnend mit den 1990er Jahren rückte die Beschäftigung mit Richard Wagner und generell das Verhältnis von Politik, Gesellschaft und Musiktheater in den Mittelpunkt seines Interesses.

## Positionen
Vorformen parlamentarischer Kabinettsbildung
In seiner Dissertation Vorformen parlamentarischer Kabinettsbildung setzte Bermbach die Entstehung der Weimarer Republik und ihre Vorgeschichte in Bezug zum Aufbau eines demokratischen Systems in der Bundesrepublik Deutschland nach dem Zweiten Weltkrieg. Das Ziel war die Analyse des parlamentarischen Systems, der politischen Bedingungen und Funktionen in Hinsicht der historischen Voraussetzungen in Deutschland. Besonders steht die Beziehung von Reichstag und Reichsregierung im Mittelpunkt, verbunden mit der Frage von Theodor Eschenburg, inwieweit denn der Reichstag demokratisierungsfähig war. Udo Bermbach erweiterte diese Frage durch die Auseinandersetzung mit der Bewusstseinslage und den Vorstellungen führender Parlamentarier der Reichstagsmehrheit 1917/18 zum parlamentarischen Regierungssystem: Viele dieser Parlamentsmitglieder spielten später auch in der Weimarer Nationalversammlung und in der beginnenden Weimarer Republik eine wichtige Rolle.
Udo Bermbach untersuchte in einer verfassungssystematischen Analyse den Modellcharakter des erstrebten parlamentarischen Systems. Er setzte sich mit der damaligen Theorie und ihrer Verwirklichung aus heutiger Sicht auseinander. Seine Überlegungen machte Bermbach an den Reichskanzler- und Regierungskrisen vom Herbst 1917/18 deutlich.
Demokratietheorie und politische Institutionen
Das 1991 erschienene Buch enthält frühere Aufsätze von Udo Bermbach. Die Aufsätze wurden nicht aufgearbeitet oder aktualisiert. Sie befassen sich mit dem Zusammenhang der Organisation von politischen Institutionen, ihrer Stabilität und der Selbstbestimmung der Regierten. Das Buch ist in drei Teile gegliedert.
- Der erste Teil steht im Kontext der 68er-Bewegung. Damals wurde durch die Studenten das parlamentarische System kritisiert. Sie suchten nach Gegenvorschlägen. Da die Studentenbewegung stark durch den Marxismus bzw. Leninismus beeinflusst war, sahen die Studenten in den Arbeiter- und Soldatenräten die Alternative. Bermbach ist nicht dieser Auffassung. Er möchte zeigen, dass die angebliche Alternative mit denselben Organisationsproblemen zu kämpfen hat. Bermbach plädiert für ein analytisches Vorgehen mit dem Ziel, Elemente des Rätegedankens für das parlamentarische System zu übernehmen.

- Im zweiten Teil werden die politischen Institutionen stärker ins Zentrum gerückt, mit dem Hintergrund der Debatte um die Umsetzungsprobleme einer direkten Demokratie. Bermbach kritisiert diejenigen, die für unmittelbare Demokratie eintreten, mit der Begründung, sie haben nicht genug Kenntnisse über Institutionalisierungsprozesse und die Eigenlogik institutioneller Tradition.

- Die Aufsätze des dritten Abschnittes befassen sich mit der politischen Theorie. Der Autor sieht dieses Teilgebiet der Politikwissenschaften gefährdet. Er erkennt einen Widerspruch zwischen dem Hochschätzen einerseits und einer Vernachlässigung der Politiktheorie andererseits. Er will zeigen, dass die Ideengeschichte zumindest in den frühen Jahren der Wiedereinführung der Politikwissenschaften in Deutschland nicht, wie oft behauptet wird, vorherrschte.[4]

Richard Wagner
Richard Wagner ist für Udo Bermbach einer der größten Komponisten der Moderne. Er versuchte sein eigenes Wissen und seine Meinung über Politik und Gesellschaft in seinen Werken zu verarbeiten. Es gebe viele Widersprüche, vor allem in der Reflexion Wagners über sich selbst. Udo Bermbach sieht aber Kontinuitäten im Leben des Komponisten. Wagner habe vor allem gesellschafts- und kulturkritische Themen in seine Werke eingebunden und dabei vorwiegend Meinungen und Ansichten der radikal-demokratischen Linken vertreten. Dieses Vorgehen habe die Ästhetik seiner Werke stark beeinflusst. Udo Bermbach konzentriert sich in Der Wahn des Gesamtkunstwerkes auf die frühen Werke bis „Rienzi“ und die Zürcher Kunstschriften („Die Kunst und die Revolution“ [1849], „Das Kunstwerk der Zukunft“ [1849], „Oper und Drama“ [1850/1851]), in denen Richard Wagner eine Bilanz seines Schaffens entwirft. Ohne die gesellschafts-politischen Ansprüche und ohne Kenntnis der politischen Grundüberzeugungen sei Wagner schwer zu verstehen.
Eine zweite, überarbeitete und erweiterte Auflage ist 2004 im Metzler-Verlag, Stuttgart/ Weimar erschienen. Hier sind die Werkinterpretationen durch Kapitel zu Wagners Antisemitismus, seine Schopenhauer-Rezeption, seine Haltung zum Christentum sowie sein Verständnis der Frage, was deutsch ist, ersetzt.
In der Veröffentlichung Blühendes Leid. Politik und Gesellschaft in Richard Wagners Musikdramen geht Bermbach von den politisch-ästhetischen Revolutionsschriften Wagners aus den Jahren 1848 bis 1852 aus. Es werden die Musikwerke interpretiert und gezeigt, dass Wagner in ihnen eine Auseinandersetzung mit den Problemen seiner Zeit ebenso führt, wie er die Utopie einer Kunst propagiert, durch die Natur und Mensch, individuelles und soziales Leben versöhnt werden sollen.
In Richard Wagner in Deutschland. Rezeption – Verfälschungen geht Bermbach den sich wandelnden Deutungen und Interpretationen von Wagners Denken und Werken seit dem Kaiserreich, der Weimarer Republik und dem Dritten Reich nach, bis in die frühen Anfänge der Bundesrepublik. Er zeigt, wie die Erbe-Verwalter Wagners, allen voran Houston Stewart Chamberlain und der Redakteur der Bayreuther Blätter, Hans von Wolzogen, Wagners Weltanschauung zunächst der konservativen, dann der völkisch-nationalistischen und später der nationalsozialistischen Ideologie eingepasst haben. Es ist die erste systematische Auswertung der Bayreuther Blätter und der wichtigsten Publikationen von Autoren, die dem engeren Bayreuther Kreis zugehörten.
Geschichte der Oper
Für viele Menschen, die sich mit Opern befassen, stehen die musikalischen und künstlerischen Aspekte, wie z. B. Textkenntnisse, Gesangstechnik und musikalische Formen, im Vordergrund. Der Hintergrund einer Oper, der oft zeitgenössische Probleme und Konflikte reflektiert, wird bei der Analyse ausgeblendet. Als Grund wird oft angeführt, dass Kunst und Politik bzw. Gesellschaft nicht zusammengehört. Udo Bermbach will mit diesem Buch Wo Macht ganz auf Verbrechen ruht zeigen, dass diese Einstellung unbegründet ist. Anhand von einigen Beispielen will er einen kleinen Einblick in die gesellschaftlichen und politischen Themen von Opern in unterschiedlichen Epochen geben.
In Bermbachs Opernsplitter wird die Entstehung des ästhetischen Denkens als einer eigenen wissenschaftlichen Disziplin diskutiert und die Frage gestellt, welchen Stellenwert die musikalische Gattung Oper heute noch in der Gesellschaft haben kann.

## Veröffentlichungen
Autor
- Vorformen parlamentarischer Kabinettsbildung in Deutschland. Der Interfraktionelle Ausschuß 1917/18 und die Parlamentarisierung der Reichsregierung (= Politische Forschungen. 8, ISSN 0554-5471). Westdeutscher Verlag, Köln u. a. 1967, (Zugleich: Heidelberg, Universität, Dissertation, 1966).
- Demokratietheorie und politische Institutionen. Westdeutscher Verlag, Opladen 1991, ISBN 3-531-12304-1.
- Der Wahn des Gesamtkunstwerks. Richard Wagners politisch-ästhetische Utopie. Fischer-Taschenbuch-Verlag, Frankfurt am Main 1994, ISBN 3-596-12249-X (2., überarbeitete und erweiterte Auflage. Metzler, Stuttgart u. a. 2004, ISBN 3-476-01868-7).
- Wo Macht ganz auf Verbrechen ruht. Politik und Gesellschaft in der Oper. Europäische Verlags-Anstalt, Hamburg 1997, ISBN 3-434-50409-5.
- „Blühendes Leid“. Politik und Gesellschaft in Richard Wagners Musikdramen. Metzler, Stuttgart u. a. 2003, ISBN 3-476-01847-4.
- Opernsplitter. Aufsätze, Essays. Königshausen & Neumann, Würzburg 2005, ISBN 3-8260-2931-3.
- Richard Wagner. Stationen eines unruhigen Lebens. Ellert & Richter, Hamburg 2006, ISBN 3-8319-0186-4.
- Richard Wagner in Deutschland. Rezeption – Verfälschungen. Metzler, Stuttgart u. a. 2011, ISBN 978-3-476-01884-7.
- Mythos Wagner. Rowohlt Berlin, Berlin 2013, ISBN 978-3-87134-731-3.
- Houston Stewart Chamberlain. Wagners Schwiegersohn – Hitlers Vordenker. Metzler, Stuttgart u. a. 2015, ISBN 978-3-47602-565-4.
- Richard Wagners Weg zur Lebensreform. Zur Wirkungsgeschichte Bayreuths (= Wagner in der Diskussion. 17). Königshausen & Neumann, Würzburg 2018, ISBN 978-3-8260-6470-8.
- Die Entnazifizierung Richard Wagners: Die Programmhefte der Bayreuther Festspiele 1951–1976. J.-B.-Metzlersche Verlagsbuchhandlung und Carl-Ernst-Poeschel-Verlag; Berlin 2020.

Herausgeber und Mitherausgeber
- mit Hermann Schreiber: Götterdämmerung. Der neue Bayreuther Ring. Propyläen, Berlin u. a. 2000, ISBN 3-549-07131-0.
- „Alles ist nach seiner Art“. Figuren in Richard Wagners „Der Ring des Nibelungen“. Metzler, Stuttgart u. a. 2001, ISBN 3-476-01840-7.